# Villa Ricasoli
Villa Ricasoli (o fattoria di Barbanella) è un ex edificio rurale situato in via Giacosa a Grosseto, nel quartiere Barbanella.

## Storia

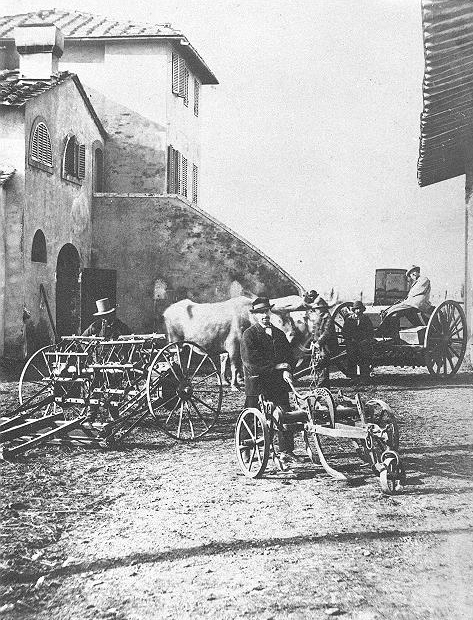
Bettino Ricasoli (seduto sulla seminatrice a destra) a Barbanella

La villa è ciò che resta della storica fattoria di Barbanella, complesso rurale a ovest della città sviluppatosi notevolmente a seguito della bonifica lorenese avviata a partire dal XVIII secolo. La fattoria si trovava originariamente all'esterno della città e tenuta includeva vari poderi e un vasto parco di macchia mediterranea che è parzialmente sopravvissuto nel corso dei secoli.
Nella mappa catastale leopoldina del 1822, disegnata da Gaetano Becherucci, l'edificio è denominato "la Casaccia", mentre un altro edificio rurale della tenuta, la "casetta di Barbanella", è indicato poco più a nord-ovest, dove sorgerà la fattoria nota come Barbanella Vecchia II. In quella data, entrambi questi edifici rurali risultano proprietà del possidente Giuseppe Ponticelli. Nel marzo 1855 la tenuta divenne proprietà del barone Bettino Ricasoli, su sollecitazione del fratello Vincenzo che l'anno precedente aveva acquistato la tenuta di Gorarella, e l'edificio dell'ex Casaccia venne ampliato e trasformato in residenza padronale.
Nel corso del XX secolo, l'espansione urbana sempre più verso occidente e l'esponenziale crescita demografica della città hanno determinarono l'esigenza di edificare nuovi fabbricati abitativi nelle aree rurali intorno al centro storico. Nel 1974 il Comune di Grosseto approvò un progetto di edilizia residenziale della società "Verde Maremma" che prevedeva la demolizione della fattoria; l'anno seguente l'associazione Italia Nostra inviò al sindaco di Grosseto, alla giunta regionale toscana e alla soprintendenza ai monumenti una lettera in cui si chiedeva di risparmiare l'edificio dalla demolizione in quanto «tipico esempio di architettura rurale adeguata alla difficile condizione climatica ed ambientale dell'epoca [...] caro alla memoria della popolazione di Grosseto sia come simbolo di un trapasso storico, sia per le sue innegabili doti di equilibrata ed armoniosa distribuzione di spazi e volumi». La questione suscitò un vivace dibattito in città, che portò alla costituzione di un comitato cittadino per la salvaguardia del fabbricato. Nonostante le insistenze della società edile e del Comune affinché si procedesse alla demolizione, la soprintendenza vincolò la villa il 25 marzo 1980, che da allora si mantiene intatta inglobata nella lottizzazione residenziale.

## Descrizione
L'antica fattoria è costituita da quattro corpi di fabbrica, uno principale centrale e due laterali minori che si affacciano con le loro facciate anteriori verso la strada, mentre il quarto corpo di fabbrica si articola perpendicolarmente al primo dalla porzione centrale della facciata posteriore. Mentre i primi tre corpi di fabbrica si articolano su tre distinti livelli, il quarto è leggermente ribassato, sviluppandosi soltanto su due piani.
La facciata anteriore della villa è caratterizzata dai due corpi di fabbrica laterali che sporgono maggiormente verso l'esterno, nella cui parte interna sono addossati ad una rampa di scale, ciascuna delle quali conduce ad un portale d'ingresso ad arco tondo. I due portali si aprono al primo piano rialzato, alle estremità laterali del corpo di fabbrica centrale, e danno accesso alla struttura padronale che, in passato, si sviluppava sui due livelli superiori. Lungo la parete di ciascuna delle due rampe di scale si apre un portone al pian terreno, che dà accesso all'area che, in passato, era adibita ad uso agricolo. La porzione centrale della facciata anteriore si caratterizza per la presenza di un balcone al primo piano rialzato nell'area tra le due rampe di scale, mentre nella parte sommitale spicca un caratteristico coronamento, culminante con un timpano triangolare. L'intera struttura presenta pareti esterne rivestite in intonaco, ove si aprono finestre di forma quadrata.
Il complesso è suddiviso in più unità abitative.